# Кокарык (Теренозекский сельский округ)
Кокарык (каз. Көкарық, до 1999 г. — Экспенды) — село в Рыскуловском районе Жамбылской области Казахстана. Входит в состав Теренозекского сельского округа. Находится примерно в 7 км к востоку от районного центра, села Кулан. Код КАТО — 315055280.

## Население
В 1999 году население села составляло 595 человек (301 мужчина и 294 женщины). По данным переписи 2009 года, в селе проживало 588 человек (302 мужчины и 286 женщин).